# Systella dusmeti
Systella dusmeti är en insektsart som beskrevs av Bolívar, I. 1905. Systella dusmeti ingår i släktet Systella och familjen Trigonopterygidae. Inga underarter finns listade i Catalogue of Life.